# Campus Saint-Germain-des-Prés
Le campus Saint-Germain-des-Prés, anciennement le centre universitaire des Saints-Pères (CUSP) ou « Nouvelle Faculté de médecine », est un campus universitaire situé au no 45 rue des Saints-Pères dans le quartier de Saint-Germain-des-Prés du 6e arrondissement de Paris, composé d'un bâtiment occupé principalement par l'université Paris-Cité.

## Historique

### La «Nouvelle Faculté de médecine»
Situé au 45 rue des Saints-Pères, dans le 6e arrondissement de Paris, ce bâtiment appelé « Nouvelle Faculté de médecine » a été conçu pour pallier la saturation de la faculté de médecine.
Les projets de déménagement voient le jour en 1929, mais différents emplacements ont été envisagés avant de retenir, en 1934, celui de l'hôpital de la Charité. La construction est confiée à Jacques Debat-Ponsan, Louis Madeline et Armand Guéritte mais entre-temps une partie du terrain est attribuée à la construction d'une école primaire, ce qui oblige les architectes à envisager un bâtiment plus élevé que prévu initialement. Commencés en 1936, les travaux doivent être interrompus en 1942 sur ordre des autorités allemandes.
À la Libération, de nouveaux débats naissent : il est envisagé d'installer la faculté de médecine ailleurs et d'affecter le bâtiment encore inachevé à d'autres institutions (PTT, École nationale supérieure des beaux-arts et/ou École nationale des ponts et chaussées). Toutefois, l'affectation initiale finit par être confirmée et les travaux reprennent pour une inauguration en 1953.

### Le campus actuel
À la suite des événements de mai 1968, la faculté de médecine de Paris est éclatée en dix UFR distinctes et réparties dans Paris, sur les sites de Lariboisière-Saint-Louis, Cochin, Necker, ou encore Bichat. En 2006, l'UFR des sciences humaines et sociales de l'université Paris-Descartes, alors située en Sorbonne, s'installe sur le campus.
Depuis, il accueille les formations en sciences et sciences sociales de l'université Paris-Cité, anciennement université Paris-Descartes.

## Composition
Cet ensemble regroupe à la fois des équipes, des laboratoires et des instituts de recherche issus des divers milieux scientifiques et des sciences humaines et sociales. Contrairement aux inscriptions sur le bâtiment, le campus n'abrite plus de formations en médecine, répartis sur d'autres sites (Cordeliers, Cochin, Bichat et Necker). Il forme avec le campus des Grands Moulins, l'un des deux principaux campus d'Université Paris-Cité.
Le campus rassemble, au sein d'Université Paris-Cité, les formations suivantes :
- Faculté des sciences de l'université Paris-Cité
  - UFR des Sciences fondamentales et biomédicales :
    - Licence sciences biomédicales ;
    - Licence sciences biomédicales avec option « accès santé » (L.AS).

  - UFR des Mathématiques et informatique :
    - Licence mathématique - informatique ;
    - Master informatique;
    - Master Mathématiques, Données, Apprentissage.

  - UFR des Sciences du vivant :
    - Licence des sciences du vivant ;
    - Masters des sciences de la vie et de la santé.

- Faculté des sociétés et humanités de l'université Paris-Cité
  - UFR des Sciences humaines et sociales.
- Bibliothèque Saint-Germain-des-Prés

Il regroupe également :
- 14 laboratoires CNRS et Inserm ;
- la bibliothèque universitaire[6].